# 永井四郎
永井 四郎（ながい しろう、1892年（明治25年）5月 - 没年不詳）は、日本の拓務官僚、関東州官僚。

## 経歴
富山県出身。1916年（大正5年）、高等文官試験に合格し、翌年に東京帝国大学法科大学独法科を卒業した。税務監督局属・大蔵省臨時調査局属、副司税官・長崎税務署長、司税官・神戸税務署長、税務監督局事務官・広島税務監督局経理部長、熊本税務監督局経理部長、仙台税務監督局間税部長、名古屋税務監督局直税部長、東京税務監督局直税部長を歴任。1929年（昭和4年）、拓務書記官・外務書記官・朝鮮部第二課長に転じ、さらに大臣官房文書課長を務めた。1932年（昭和7年）からは関東庁勅任事務官・大連民政署長・関東庁専売局長を務めた。
その後、満州国の招聘で、竜江省公署理事官・総務庁長に就任した。退官後、吉林人造石油株式会社常務・総務部長、満洲鴨緑江水力発電株式会社監事、朝鮮鴨緑江水力発電株式会社監事を務めた。